# Mosteiro de São Salvador de Palme
O Mosteiro de São Salvador de Palme estava localizado a cerca de 12 km de Barcelos, em Portugal, na freguesia de Aldreu, a sul do rio Neiva. Foi fundado por volta de 1025 e foi encerrado devido à extinção das ordens religiosas promulgada em 1834. Beneditino, tendo passado para a Família Moniz, pelas mãos do Bispo D. António Bernardo Moniz e do seu irmão, o General e Barão de Palme José Maria da Fonseca Moniz. Actualmente lá reside um dos descendentes e co-proprietário do Mosteiro e da propriedade. De origem e construção românica (1.º período), conservam-se a capela-mor da sua igreja gótica (séc. XIV - 2.º período) e os claustros, tendo a fachada sido alterada no século XIX.
O mosteiro terá sido construído em 1028 por um fidalgo chamado Lovezendo, que, após uns anos, o viria a entregar aos monges beneditinos, segundo a obra “Benedictina Lusitana”, importante documento para a historiografia da Ordem Beneditina em Portugal, de Frei Leão de São Tomás, citado na dissertação de mestrado de António José da Silva Roque, “Mosteiro de S. Salvador de Palme – Contributo para a história e reabilitação”.

## História
Em 1834, com o fim das ordens religiosas, o mosteiro foi integrado na Fazenda Nacional e, posteriormente, vendido em hasta pública.
O imóvel foi comprado pela família Fonseca Moniz, na pessoa um dos três irmãos, o padre Carlos Felizardo da Fonseca Moniz.
Em 2024, os herdeiros decidiram colocá-lo à venda por 1.350.000 euros.
Em 2017 foi publicado em Diário da República a abertura do procedimento de classificação do Mosteiro de São Salvador de Palme, incluindo o património móvel integrado e respetiva cerca. Aguarda ainda a classificação.

## Descrição
A Quinta do Mosteiro de S. Salvador de Palme tem 1.270 metros quadrados de área bruta, estando inserida num lote de 182.432 metros quadrados. Dispõe de oito quartos e cinco casas de banho.
É composta por um edifício principal de planta retangular com dois pisos que se desenvolvem em redor de um claustro de cinco arcos em cada lado, possuindo no piso térreo várias divisões utilizadas para apoio à atividade agrícola (lojas).
O piso superior é composto por cozinha, sala de jantar, corredores amplos, salas, quartos e casa de banho.
A capela consiste num pequeno edifício, constituído apenas pela capela-mor e por parte do corpo da igreja gótica do século XIV.
A capela-mor é em abóbada de pedra artesoada, com florões nos fechos. Faz ainda parte da propriedade terreno de pastagem, videiras em ramada, árvores de fruto, castanheiros e área florestal com pinheiros, eucaliptos e mato.